# Православие в Беларуси во время Великой Отечественной войны
Православие в Белоруссии во время Великой Отечественной войны

## Ситуация в преддверии войны
К началу Великой Отечественной войны на территории Белоруссии в Православной Церкви сложилась крайне неравномерная ситуация.
В восточной части республики церковная (Патриаршая Церковь Московского Патриархата) организация почти прекратила существование ещё к 1939 году: в Минске не было ни одного открытого храма; летом 1939 года власти закрыли последний официально действовавший храм, бывший в Бобруйске; существовало 2 катакомбные общины в Могилёве и Гомеле. В западной части, аннексированной Союзом ССР в сентябре 1939 года, ещё действовало около 800 храмов и 5 монастырей, объединённых в 3 епархии: Виленскую, Гродненскую и Полесскую, до захвата Польши принадлежавших Польской Православной Церкви. 17 октября 1939 года управление новоприсоединёнными епархиями было поручено от имени Московской Патриархии архиепископу Пантелеимону (Рожновскому), которому было дано звание Экзарха западных областей Белоруссии и Украины. Но каноническая власть митрополита Сергия (Страгородского) как возглавителя Московской Патриархии была признана только Острожским епископом Симоном (Ивановским); архиепископ Пинский и Полесский Александр (Иноземцев) и епископ Волынский и Кременецкий Алексий (Громадский) учредили Синод, который не был признан Московской Патриархией.
В июле 1940 года из Москвы в Луцк прибыл митрополит Николай Ярушевич, назначенный митрополитом Сергием (Страгородским) на кафедру Волынской епархии со званием экзарха Западных Украины и Беларуси. Архиепископ Пантелеимон (Рожновский), ранее занимавший пост, был освобождён от обязанностей экзарха. По просьбе последнего, 30 марта 1941 года в Москве был рукоположён во епископа Брестского, викария Гродненско-Вилейской епархии, архимандрит Венедикт (Бобковский), настоятель Жировицкого монастыря. Епископ Венедикт остался жить вместе с архиепископом Пантелеимоном в Жировицком монастыре.

## Ситуация в период нахождения территории вРейхскомиссариате Остланд
Архиереями непосредственно перед войной были:
- митрополит Николай (Ярушевич) с титулом экзарха Западной Украины и Белоруссии, убывший вместе с отступающими советскими войсками в июле 1941 года;
- архиепископ Пантелеимон (Рожновский), возглавлявший новосозданную Гродненско-Вилейскую епархию и снова назначенный экзархом после отъезда Николая Ярушевича;
- епископ Венедикт (Бобковский), викарный епископ Брестской епархии, бывший с 1937 года управляющим Жировицким монастырём;
- архимандрит Почаевской лавры Вениамин (Новицкий), епископ Полесский.

После нападения Германии на СССР, началось возрождение церковной жизни в восточной Белоруссии: открывались новые храмы, рукополагались священники, массово проводились таинства. Оккупационные власти содействовали возрождению церкви в расчёте на завоевание симпатий среди православного населения. В сентябре 1941 года в Варшаве митрополит Дионисий (Валединский) создал Белорусскую церковную раду, в которую, в частности, вошёл архимандрит Филофей (Нарко); Рада получила поддержку германских властей.
Во второй половине сентября 1941 года в Минск прибыл епископ Венедикт (Бобковский) из Жировицкого монастыря для организации церковной жизни. Начальник Минского округа Радыслав Островский посодействовал ему в получения разрешение германских властей.
Была учреждена Белорусская митрополия, во главе которой стал Пантелеимон (Рожновский). Власти учреждённого Германией Генерального комиссариата Белоруссия (в составе Рейхскомиссариата Остланд) по рекомендации приехавших в Белоруссию коллаборационистов поставили митрополиту Пантелеимону ряд условий:
1. Православная церковь в Белоруссии руководствуется святыми канонами, а немецкая власть не вмешивается в её внутреннюю жизнь;
2. Православная церковь в Белоруссии должна называться: «Белорусская автокефальная православная национальная церковь»;
3. проповедь, обучение Закону Божию и церковное письмоводство должны вестись на белорусском языке;
4. назначение епископов, благочинных и священников не должно производиться без ведома немецкой власти;
5. должен быть представлен статут «Белорусской православной автокефальной национальной церкви»;
6. богослужения должны совершаться на церковно-славянском языке.

Устроив официальное заседание, митрополит Пантелеимон и епископ Венедикт постановили принять условия оккупационный властей, однако объявление автокефалии отложить до признания её прочими поместными Церквами, то есть соблюдая все необходимые канонические правила. В числе прочих решений было придание митрополиту Пантелеимону титула «Митрополит Минский и всея Белоруссии» и перенос митрополичьей кафедры из Жировичского монастыря в Минск.
После этого епископ Венедикт был командирован в Гродно для управления приходами Гродненской епархии (гродненский регион был присоединён немцами к Восточной Пруссии). В Минск для организации деятельности Православной церкви там и в восточной Белоруссии были приглашены священники Иосиф Балай и Иоанн Кушнир. В восточную Белоруссию с санкции оккупационных властей были направлены архимандрит Серафим (Шахмуть) и священник Владимир Кударенко.
В связи с возросшим количеством приходом и священников было принято решение об увеличении количества православных епархий в Белоруссии.
30 ноября 1941 года выл возведён в сан епископа архимандрит Филофей (Нарко), служивший до этого в Варшаве в юрисдикции митрополита Варшавского Дионисия. Ему был присвоен титул епископа Слуцкого, викария Минской митрополичьей епархии. После этого митрополит Пантелеймон и епископ Филофей уехали в Минск на постоянное жительство.
В Минске с первых дней пребывания митрополита Пантелеимона возникли и впоследствии обострялись напряжённые отношения с приехавшими после оккупации Белоруссии деятелями белорусского коллаборационизма. Последние вместе с немецкими оккупантами требовали скорейшего провозглашения автокефалии, увольнения русских по национальности священников и других подобных мер. В отличие от коллаборационистов, учитывавших лишь политические аспекты деятельности православной церкви в Белоруссии и не учитывавших религиозно-богослужебных аспектов, митрополит Пантелеимон стоял в основном на церковно-богословских позициях и стремился соблюсти канонические нормы, согласно которым объявление автокефалии в Белоруссии возможно только при согласии Русской православной церкви.
С связи с отказом Пантелеимона от немедленного провозглашения автокефалии и его приверженностью по сохранению канонической связи с Московским патриархатом, отказом от проповедей на белорусском языке, деятели белорусского коллаборационизма неоднократно обращались с жалобами на него к немецким оккупационным властям.
В марте 1942 года состоялся Собор епископов под председательством митрополита Пантелеимона, постановивший открыть в Белоруссии шесть епархий, назначив на них епископов и избрав Пантелеимона митрополитом Минским и всея Белоруссии; Собор вновь отказался провозгласить автокефалию и на богослужениях продолжало возноситься имя патриаршего местоблюстителя митрополита Сергия (Страгородского).
Углублявшийся конфликт между Пантелеимоном и белорусскими коллаборационистами и многочисленные их доносы привели к тому, что в конце мая 1942 года Генеральный комиссариат Белоруссии отстранил митрополита Пантелеимона от церковного управления и заставил его все дела передать архиепископу Филофею. В последующем коллаборационисты так же вмешивались в дела церковного управления. Сам Пантелеимон был сослан в монастырь.
Сразу после высылки Пантелеимона коллаборационисты выдвинули ряд требований к архиепископу Филофею, среди которых были замена русских священнослужителей на белорусов, создание при архиереях «наблюдательных советов» из числа белорусских националистов, назначение в Минскую епархию сторонников автокефалии. Почти все требования Филофей выполнить отказался, заявив, что поскольку не является митрополитом, то такие вопросы находятся вне его компетенции.
В мае 1942 года Альфред Розенберг заявил, что Русская православная церковь не должна распространять своё влияние на православных белорусов. Начальник политического отдела Генерального комиссариата Белоруссия Юрда потребовал от архиепископа Филофея и ещё двух епископов немедленного объявления автокефалии, на что получил ответ, что это невозможно без митрополита и Всебелорусского церковного собора.
Немецкие власти вынуждены были согласится с его проведением, однако не допустили на него митрополита Пантелеимона. На собор прибыли делегаты всего от двух (из шести) епархий — Минской и Новоградской, что поставило под вопрос его легитимность. Несмотря на давление как оккупационных властей (запретивших дискуссии по вопросу автокефалии), так и коллаборационистов, съезд, принявший Статут «Белорусской автокефальной православной национальной церкви», внёс в него следующее положение: «Каноническое объявление автокефалии наступит после признания её всеми автокефальными церквами». Таким образом, формального провозглашения автокефалии на съезде не было.
В дальнейшем практически никакой работы по получению признаний патриарха Константинопольского и других первосвященников не велось, что епископы объясняли отсутствием митрополита. В результате митрополит Пантелеймон 16 апреля 1943 года был возвращён в Минск, однако и в дальнейшем этот вопрос не получил развития.
Между тем белорусские коллаборационисты продолжали обвинять уже в целом весь епископат в антибелорусской позиции и требовали возможности надзора над деятельностью церкви. В августе 1943 года они писали в одном из заявлений:
Через Церковь в Беларуси действуют различной окраски факторы с целью через российский характер Церкви и церковной работы удержать Беларусь в неотделимости от великого конгломерата „единой-неделимой“, с одной стороны, или от Советского Союза, с другой стороны. Архиепископ Филофей, пользуясь доверием властей, без сомнения проводит издевательство над белорусскостью и через Церковь укрепляет российскость Беларуси. Является необходимым создание белорусского управления с компетенцией надзора над духовно-национальными делами Беларуси
Однако немцы уже не реагировали на подобные обвинения.
21—26 октября 1943 года в Вене проходило «Архиерейское совещание иерархов Православной Русской Церкви Заграницей», в котором участвовало 14 человек: иерархи и клирики РПЦЗ и секретарь совещания Григорий Граббе, а также два представителя Белорусской церкви: архиепископ Венедикт и архимандрит Григорий (Боришкевич). Встреча имела уникальный характер, ибо была единственным за годы войны случаем допущения встречи иерархов РПЦЗ и клириков с занятых «восточных территорий». 24 октября 1943 года в Вене по предложению Белорусского синода была совершена хиротония архимандрита Григория во епископа Гомельского и Мозырского.
В мае 1944 года в Минске был проведён Собор епископов, который под давлением немцев принял декларацию о незаконном избрании на должность патриарха митрополита Сергия, отменил решения «Всебелорусского церковного собора» 1942 года, высказался против вмешательства Белорусской центральной рады во внутренние дела Церкви.
За время германского контроля в Белоруссии партизанами были казнены 42 православных священника, обвинённых в сотрудничестве с германскими властями.

## Ситуация после восстановления советского контроля
Перед занятием Белоруссии советскими войсками все белорусские иерархи во главе с митрополитом в спешном порядке выехали в Гродно и оттуда 7 июля 1944 года эмигрировали в Германию, где впоследствии вошли в состав Русской православной церкви за рубежом.
4 сентября 1944 года управляющим белорусскими епархиями Московской патриархией был назначен архиепископ Василий (Ратмиров) с титулом «Минский и Могилёвский»; с 12 февраля 1945 года последний был также временно управляющим Литовской и Белостокской епархиями. Василий Ратмиров, в прошлом обновленческий архиерей, «<...> тип до того нравственно опустившийся, что спасённый им из тюрьмы Виталий Боровой, впоследствии профессор-протопресвитер и один из архитекторов внешней политики Московского патриархата с конца 40-х гг. до начала перестройки, долго сомневался в благодатности своего священства, полученного из рук этого иерарха», по приказу Сталина после войны был награждён золотыми часами и медалью  , в мае 1947 года был снят с епархии определением Священного Синода за допущенные финансовые нарушения.